# 지성 (배우)
지성(1977년 2월 27일~)은 대한민국의 배우이다.
1999년 SBS 드라마 《카이스트》로 데뷔하였다. 2004년 SBS 특별기획 《마지막 춤은 나와 함께》에 같이 출연한 배우 이보영과 오랜 연애 끝에 2013년 9월 27일 서울 쉐라톤 그랜드 워커힐 애스톤하우스에서 결혼식을 올렸고, 결혼 2년만에 2015년 6월 13일 득녀하였다. 2019년 2월 5일, 4년만에 득남하였다.

## 출연 작품

### 드라마, 시트콤
| 연도          | 방송사 | 작품명                                  | 역할             | 분류               |
| ------------- | ------ | --------------------------------------- | ---------------- | ------------------ |
| 1999년        | SBS    | 《카이스트》                            | 강대욱 역        | 일요 캠퍼스 드라마 |
| 1999년        | SBS    | 《행진》                                | 게스트           | 시트콤             |
| 2000년        | SBS    | 《팝콘》                                |                  | 수목 드라마 스페셜 |
| 2000년~2001년 | SBS    | 《자꾸만 보고싶네》                     | 이지수 역        | 일일 드라마        |
| 2001년        | MBC    | 《맛있는 청혼》                         | 오준수 역        | 수목 미니시리즈    |
| 2001년        | SBS    | 《남과 여 - 그녀와 헤어지기 몇시간 전》 | 이수현 역        | 단막극             |
| 2001년        | MBC    | 《결혼의 법칙》                         | 황원수 역        | 일일 연속극        |
| 2001년~2002년 | SBS    | 《화려한 시절》                         | 장석진 역        | 주말극장           |
| 2002년        | SBS    | 《레츠고》                              | 특별출연         | 시트콤             |
| 2002년        | KBS2   | 《햇빛 사냥》                           | 이승준 역        | 월화 드라마        |
| 2003년        | SBS    | 《올인》                                | 최정원 역        | 수목 대기획        |
| 2003년~2004년 | SBS    | 《왕의 여자》                           | 광해군 역        | 월화 대하사극      |
| 2004년        | KBS2   | 《애정의 조건》                         | 노윤택 역        | 주말 연속극        |
| 2004년~2005년 | SBS    | 《마지막 춤은 나와 함께》               | 강현우 역        | 주말 특별기획      |
| 2005년        | MBC    | 《떨리는 가슴》                         | 김우진/김석진 역 | 옴니버스 드라마    |
| 2007년~2008년 | MBC    | 《뉴하트》                              | 이은성 역        | 수목 미니시리즈    |
| 2009년        | SBS    | 《태양을 삼켜라》                       | 김정우 역        | 수목 대기획        |
| 2010년        | MBC    | 《김수로》                              | 수로왕 역        | 주말 특별기획      |
| 2011년        | MBC    | 《로열 패밀리》                         | 한지훈 역        | 수목 미니시리즈    |
| 2011년        | SBS    | 《보스를 지켜라》                       | 차지헌 역        | 수목 드라마 스페셜 |
| 2012년~2013년 | SBS    | 《대풍수》                              | 목지상 역        | 수목 대기획        |
| 2013년        | KBS2   | 《비밀》                                | 조민혁 역        | 수목 드라마        |
| 2015년        | MBC    | 《킬미힐미》                            | 차도현,신세기 역 | 수목 미니시리즈    |
| 2016년        | SBS    | 《딴따라》                              | 신석호 역        | 수목 드라마 스페셜 |
| 2017년        | SBS    | 《피고인》                              | 박정우 역        | 월화 드라마        |
| 2018년        | tvN    | 《아는 와이프》                         | 차주혁 역        | 수목 드라마        |
| 2019년        | SBS    | 《의사요한》                            | 차요한 역        | 금토 드라마        |
| 2021년        | tvN    | 《악마판사》                            | 강요한 역        | 토일 드라마        |
| 2022년        | tvN    | 《아다마스》                            | 하우신/송수현 역 | 수목 드라마        |
| 2024년        | SBS    | 《커넥션》                              | 장재경 역        | 금토 드라마        |
| 2025년        | MBC    | 《판사 이한영》                         | 이한영 역        | 금토 드라마        |

### 영화
| 연도   | 작품명                          | 역할          | 비고          |
| ------ | ------------------------------- | ------------- | ------------- |
| 2002년 | 《휘파람 공주》                 | 준호 역       | 주연          |
| 2004년 | 《신암행어사》                  |               | 엔딩 나레이터 |
| 2005년 | 《혈의 누》                     | 두호 역       | 주연          |
| 2008년 | 《숙명》                        | 박영환 역     | 우정출연      |
| 2012년 | 《나의 PS 파트너》              | 이현승 역     | 주연          |
| 2014년 | 《좋은 친구들》                 | 임현태 역     | 주연          |
| 2015년 | 《뱀파이어는 우리 옆집에 산다》 | 창호 역       | 단편영화      |
| 2018년 | 《명당》                        | 흥선대원군 역 | 주연          |

## 연기 외 활동

### 예능
| 연도   | 방송사 | 프로그램명                                       | 역할                                                                    |
| ------ | ------ | ------------------------------------------------ | ----------------------------------------------------------------------- |
| 2003년 | SBS    | 《HeyHeyHey》                                    | 게스트                                                                  |
| 2005년 | SBS    | 《야심만만 만명에게 물었습니다》                 | 107회 게스트                                                            |
| 2005년 | SBS    | 《신동엽, 김용만의 즐겨찾기》                    | 51회 게스트                                                             |
| 2005년 | KBS2   | 《해피투게더 시즌 1 - 책가방 토크, 쟁반 노래방》 | 2005년 4월 21일 178회 게스트 박용우, 차승원, 김제동, 유재석과 함께 출연 |
| 2008년 | XTM    | 《오락 STAR N' the CITY - 지성 In DUBAI》        | 진행                                                                    |
| 2008년 | XTM    | 《지성 인 두바이》                               | 리얼리티쇼                                                              |
| 2011년 | SBS    | 《일요일이 좋다》 - 〈런닝맨〉                   | 54회 게스트                                                             |
| 2011년 | tvN    | 《현장 토크쇼 택시》                             | 223회 게스트                                                            |
| 2011년 | SBS    | 《힐링캠프, 기쁘지 아니한가》                    | 3회 게스트                                                              |
| 2012년 | SBS    | 《일요일이 좋다》 - 〈런닝맨〉                   | 116회, 117회 게스트                                                     |
| 2012년 | SBS    | 강심장                                           | 151회, 152회 게스트                                                     |
| 2012년 | KBS2   | 《해피투게더》                                   | 276회 게스트                                                            |
| 2013년 | KBS2   | 《해피투게더》                                   | 317회 게스트                                                            |
| 2014년 | tvN    | 《현장 토크쇼 택시》                             | 336회 게스트                                                            |
| 2014년 | SBS    | 《일요일이 좋다》 - 〈런닝맨〉                   | 202회,203회게스트                                                       |
| 2015년 | tvN    | 《삼시세끼- 정선편》                             | 4-5회 게스트                                                            |
| 2020년 | tvN    | 《RUN》                                          | 고정                                                                    |

### 공연
- 2009년 'Falls in Love with Ji Sung' in Japan
- 2015년 팬미팅 '기억해, 우리가 만난 시간'
- 2015년 콘서트 '기억해, 우리가 약속한 시간'

### M/V
- 2000년 이강신 '내버려둬'
- 2002년 이기찬 '감기'
- 2004년 KCM '흑백사진'
- 2008년 김범수 '슬픔활용법'
- 2009년 휘성 '주르륵'
- 2019년 백지영 'We (우리가)'

### MC
- MBC《생방송 음악캠프》
- KBS2《생방송 뮤직뱅크》
- XTM《스타앤더시티 지성 in 두바이》
- SBS《SBS 연기대상》

## 홍보대사
- 2003년 대한사회복지회 홍보대사
- 2003년 제주국제자유도시 명예홍보대사
- 2004년 한국산업안전 홍보대사
- 2005년 장애어린이 합창단‘에반젤리’홍보대사
- 2006년 병무홍보대사
- 2008년 대한흉부외과 홍보대사 및 명예전공의
- 2010년 서브원 곤지암리조트 명예회원
- 2010년 건강박람회 홍보대사
- 2012년 희망서울 홍보대사
- 2013년 맥 에이즈 펀드 홍보대사

## 광고
| 방송년도      | 기업명               | 브랜드명                   |
| ------------- | -------------------- | -------------------------- |
| 2022년 ~ 현재 | 주영엔에스           | 관절엔 콘드로이친 1200     |
| 2019년        | 피엔지               | 다우니 퍼프, 세탁 세제     |
| 2019년        | 에프알엘코리아       | 유니클로 에어리즘 이너     |
| 2017년        | ABL생명              | ABL생명                    |
| 2016년~2017년 | 바이엘               | 멀티비타민 '베로카’        |
| 2015년        | CJ라이온             | 참그린 '순수발효’          |
| 2015년~2017년 | 에이스침대           | 에이스침대                 |
| 2015년        | 롯데칠성             | 델몬트 자연맞춤 그린주스   |
| 2015년        | SK그룹               | 기업 PR                    |
| 2014년~2015년 | 한국P&G              | Oral-B                     |
| 2012년~2017년 | 파크랜드             | 오스틴리드                 |
| 2012년~2013년 | 롯데                 | 롯데JTB                    |
| 2012년        | 디아지오코리아       | 조니워커 플래티넘 18       |
| 2012년        | 롯데하이마트         | 하이마트                   |
| 2009년        | 롯데                 | 롯데면세점                 |
| 2008년~2010년 | 파크랜드             | 보스트로(정장)             |
| 2008년        | 아모레퍼시픽         | 이니스프리                 |
| 2008년        | 하이트진로           | 참이슬 fresh               |
| 2004년        | 한국산업안전보건공단 | 한국산업안전보건공단(안전) |
| 2004년        | SUBI                 | SUBI(의류브랜드)           |
| 2004년        | V-NESS               | V-NESS(의류브랜드)         |
| 2001년~2003년 | 나크나인             | 나크나인(의류브랜드)       |
| 2002년        | (주)팍스바이오젠     | 윈 (음료)                  |
| 2002년        | 삼성전자             | 마이젯 콤보                |
| 2002년        | 삼성전자             | 매직스테이션 Q             |
| 2000년        | 논노                 | 제누디세(의류브랜드)       |
| 1999년        | 버거킹               | 버거킹                     |

## 음반
- 2004년 KBS2 《애정의 조건》 OST '고백'
- 2012년 영화 《나의 PS 파트너》 OST '섹시 징글벨'
- 2012년 영화 《나의 PS 파트너》 OST 'Show Me Your Panty'
- 2013년 KBS2 《비밀》 OST Part 7 '폭풍의 언덕'
- 2015년 MBC 《킬미힐미》 OST '제비꽃'

## 학력
- 서울당서국민학교 졸업
- 여수종고중학교 졸업
- 한영고등학교 졸업
- 수원대학교 연극영화학 학사
- 한양대학교 연극영화학 학사

## 수상 및 후보
| 연도   | 시상식                        | 부문                                       | 출연작품                  | 결과 |
| ------ | ----------------------------- | ------------------------------------------ | ------------------------- | ---- |
| 2001년 | MBC 연기대상                  | 남자 신인연기상                            | 《결혼의 법칙》           | 수상 |
| 2001년 | SBS 연기대상                  | 뉴스타상                                   | 《화려한 시절》           | 수상 |
| 2003년 | SBS 연기대상                  | 드라마스페셜부문 남자 연기상               | 《올인》                  | 수상 |
| 2004년 | SBS 연기대상                  | 10대 스타상                                | 《마지막 춤은 나와 함께》 | 수상 |
| 2004년 | SBS 연기대상                  | 드라마스페셜부문 남자 연기상               | 《마지막 춤은 나와 함께》 | 후보 |
| 2004년 | SBS 연기대상                  | 남자 최우수연기상                          | 《마지막 춤은 나와 함께》 | 후보 |
| 2008년 | 한일문화상                    | 민간외교 부문                              | 빈칸                      | 수상 |
| 2008년 | MBC 연기대상                  | 미니시리즈부문 황금연기상                  | 《뉴하트》                | 수상 |
| 2008년 | MBC 연기대상                  | 남자 우수연기상                            | 《뉴하트》                | 후보 |
| 2008년 | MBC 연기대상                  | 베스트 커플상 (with 김민정)                | 《뉴하트》                | 후보 |
| 2009년 | SBS 연기대상                  | 드라마스페셜부문 연기상                    | 《태양을 삼켜라》         | 후보 |
| 2010년 | 제5회 아시아모델시상식        | BBF 인기스타상                             | 빈칸                      | 수상 |
| 2010년 | 제26회 코리아베스트드레서     | 백조상 영화배우 부문                       | 빈칸                      | 수상 |
| 2011년 | 제4회 스타일 아이콘 어워즈    | 본상                                       | 빈칸                      | 수상 |
| 2011년 | MBC 드라마대상                | 미니시리즈부문 남자 최우수연기상           | 《로열 패밀리》           | 후보 |
| 2011년 | SBS 연기대상                  | 베스트 커플상(with 최강희)                 | 《보스를 지켜라》         | 수상 |
| 2011년 | SBS 연기대상                  | 10대 스타상                                | 《보스를 지켜라》         | 수상 |
| 2011년 | SBS 연기대상                  | 드라마스페셜부문 남자 최우수연기상         | 《보스를 지켜라》         | 수상 |
| 2012년 | SBS 연기대상                  | 드라마스페셜부문 남자 최우수연기상         | 《대풍수》                | 후보 |
| 2013년 | KBS 연기대상                  | 베스트 커플상(with 황정음)                 | 《비밀》                  | 수상 |
| 2013년 | KBS 연기대상                  | 남자 인기상                                | 《비밀》                  | 수상 |
| 2013년 | KBS 연기대상                  | 남자 네티즌상                              | 《비밀》                  | 후보 |
| 2013년 | KBS 연기대상                  | 미니시리즈부문 남자 우수연기상             | 《비밀》                  | 후보 |
| 2013년 | KBS 연기대상                  | 남자 최우수연기상                          | 《비밀》                  | 수상 |
| 2014년 | 제3회 에이판 스타 어워즈      | 미니시리즈부문 남자 우수연기상             | 《비밀》                  | 후보 |
| 2015년 | 제51회 백상예술대상           | TV부문 남자 최우수연기상                   | 《킬미 힐미》             | 후보 |
| 2015년 | 제10회 서울 드라마 어워즈     | 남자 연기자상                              | 《킬미 힐미》             | 후보 |
| 2015년 | 제8회 코리아 드라마 어워즈    | 연기대상                                   | 《킬미 힐미》             | 후보 |
| 2015년 | 제10회 아시아 드라마 콘퍼런스 | 배우부문 특별표창                          | 《킬미 힐미》             | 수상 |
| 2015년 | 제4회 에이판 스타 어워즈      | 중편드라마부문 남자 최우수연기상           | 《킬미 힐미》             | 후보 |
| 2015년 | MBC 연기대상                  | 대상                                       | 《킬미 힐미》             | 수상 |
| 2015년 | MBC 연기대상                  | 미니시리즈부문 남자 최우수연기상           | 《킬미 힐미》             | 수상 |
| 2015년 | MBC 연기대상                  | 인기상                                     | 《킬미 힐미》             | 후보 |
| 2015년 | MBC 연기대상                  | 베스트 커플상 (with 박서준)                | 《킬미 힐미》             | 수상 |
| 2015년 | MBC 연기대상                  | 베스트 커플상 (with 황정음)                | 《킬미 힐미》             | 후보 |
| 2015년 | MBC 연기대상                  | 10대 스타상                                | 《킬미 힐미》             | 수상 |
| 2016년 | 제28회 한국PD대상             | 탤런트부문 출연자상                        | 《킬미 힐미》             | 수상 |
| 2016년 | 제4회 드라마피버 어워즈       | 남우주연상                                 | 《킬미 힐미》             | 수상 |
| 2016년 | SBS 연기대상                  | 로맨틱코미디부문 남자 최우수연기상         | 《딴따라》                | 후보 |
| 2017년 | 제1회 더 서울어워즈           | 드라마부문 남우주연상                      | 《피고인》                | 수상 |
| 2017년 | 제8회 대한민국 대중문화예술상 | 국무총리 표창                              | 빈칸                      | 수상 |
| 2017년 | 제30회 그리메상               | 최우수 남자연기자상                        | 《피고인》                | 수상 |
| 2017년 | SBS 연기대상                  | 월화드라마부문 남자 최우수연기상           | 《피고인》                | 후보 |
| 2017년 | SBS 연기대상                  | 대상                                       | 《피고인》                | 수상 |
| 2018년 | 제13회 숨피 어워즈            | 올해의 연기상 남자부문                     | 《피고인》                | 후보 |
| 2019년 | SBS 연기대상                  | 대상                                       | 《의사요한》              | 후보 |
| 2019년 | SBS 연기대상                  | 미니시리즈부문 남자 최우수연기상           | 《의사요한》              | 후보 |
| 2019년 | SBS 연기대상                  | 프로듀서상                                 | 《의사요한》              | 후보 |
| 2019년 | SBS 연기대상                  | 베스트 커플상 (with 이세영)                | 《의사요한》              | 후보 |
| 2024년 | SBS 연기대상                  | 대상                                       | 《커넥션》                | 후보 |
| 2024년 | SBS 연기대상                  | 미니시리즈 장르·액션부문 남자 최우수연기상 | 《커넥션》                | 후보 |
| 2024년 | SBS 연기대상                  | 베스트 커플상 (with 전미도)                | 《커넥션》                | 후보 |
| 2024년 | 제10회 에이판 스타 어워즈     | 미니시리즈부문 남자 최우수연기상           | 《커넥션》                | 후보 |

## 가족
- 아버지: 곽영표
- 배우자: 이보영
- 자녀: 딸 곽지유, 아들 곽우성